# 8 juillet 1957
Le lundi 8 juillet 1957 est le 189e jour de l'année 1957.

## Naissances
- Aberjhani, historien, poète, essayiste, journaliste et éditeur américain
- Bruce Eckel, auteur et informaticien américain
- Carlos Cavazo, musicien américain
- Carlos Herrera Crusset, journaliste espagnol
- Christophe Roger-Vasselin, joueur de tennis français
- Françoise Forton, actrice brésilienne
- Gerald Kindermans, personnalité politique belge
- Gheorghe Covaciu, joueur et entraîneur de handball roumain
- Giacomo Campiotti, cinéaste italien
- Joseph Orban (mort le 2 juillet 2014), poète, romancier, critique d'art belge
- Mimie Mathy, comédienne française
- Olivier May, écrivain suisse
- Roger Buangi Puati, écrivain et théologien congolais

## Décès
- Grace Coolidge (née le 3 janvier 1879), personnalité politique américaine